# Schutzprofil
Ein Schutzprofil ist eine allgemeine Zusammenstellung von Sicherheitsanforderungen an eine bestimmte Gattung informationstechnischer Produkte. Sie werden im Rahmen der Sicherheitszertifizierung von IT-Produkten nach ISO/IEC 15408 („Common Criteria“) verwendet. Hersteller können die Sicherheitsfunktionen ihrer Produkte anhand eines Schutzprofils erklären und sich bei der Implementation daran orientieren. Prüfstellen können die Sicherheitsstufe anhand des Schutzprofils prüfen und zertifizieren.
Ein Beispiel für die Verwendung von Schutzprofilen in Deutschland sind die Sicherheitsanforderungen an intelligente Stromzähler, die vom Bundesamt für Sicherheit in der Informationstechnik (BSI) erarbeitet werden. Sie geben eindeutig das Sicherheitsniveau vor, das von der Kommunikationseinheit (Smart Meter Gateway) eines intelligenten Messsystems zur Gewährleistung von Datenschutz, Datensicherheit und Interoperabilität zu erfüllen ist.